# 420 (cultura canábica)
420, 4:20 ou 4/20 refere-se ao consumo de cannabis e, por extensão, uma forma de identificar-se com a cultura do consumo deste psicotrópico. A data 20 de abril é às vezes citada como "Weed Day" ou "Pot Day" (Dia da Erva, Dia da Maconha).
A crença mais popular é que o termo teria sido inventado por um grupo de adolescentes. Acredita-se que podia ter sido algo mais ligado a comprometimento, por falta de unidade das famílias africanas de Banguiadeste San Rafael High School em San Rafael, California, Estados Unidos em 1971. Segundo relatos os adolescentes iriam se encontrar às 4:20 da tarde para fumar maconha fora da escola.
O grupo se autodenominava ‘Waldos’, pois os seus membros saíam por um muro (wall, em inglês) depois da escola. O escritor Ryan Grim, citando entrevistas com Waldos anônimos, diz que o grupo se encontrava embaixo de uma estátua do Louis Pasteur nos terrenos da escola às 4:20pm para procurar por uma plantação abandonada de cannabis ali perto de Point Reyes sobre a qual eles ouviram. Eles nunca acharam o esconderijo, mas fumavam maconha enquanto procuravam por ele.
O Diretor Criativo de High Times, Steven Hager foi a primeira pessoa a rastrear os Waldos e publicar seus relatos das origens do termo. Hager escreveu um artigo na edição de Outubro de 1998 da High Times "Are You Stoner Smart or Stoner Stupid?" (“Você é maconheiro esperto ou maconheiro estúpido?”) no qual ele se refere a  4:20 PM como a hora do dia socialmente aceita para consumir cannabis. "Eu acredito que 420 é uma ritualização do uso de cannabis que tem profundo significado para a nossa subcultura," escreveu Hager. "Isso também aponta numa direção para o uso responsável de cannabis."

## Observações de 20 de Abril
20 de abril (4/20 na notação de datas dos EUA) evoluiu para um feriado da contracultura,  onde as pessoas se reúnem para celebrar e consumir cannabis. Alguns eventos têm um caráter político, que defendem a descriminalização da maconha não-médica nos Estados Unidos, visto que lá o uso médico e terapêutico é regulamentado e legal já em alguns estados.